# Белолика гуска
Белолика гуска (лат. Branta leucopsis) је врста гуске која припада роду Branta црних гусака, који садржи врсте са изузетно црним перјем, што их разликује од сивих врста Anser. Упркос површној сличности са гривастом гуском, генетска анализа је показала да јој је најближи рођак мала канадска гуска.

## Таксономија и именовање
Белолике гуске је први пут таксономски класификовао Јохан Матеус Бехштајн 1803. године. Branta је латинизовани облик старонордијске речи Brandgás, што значи „спаљена [црна] гуска“, а специфични епитет потиче од старогрчких речи leukos „бело“ и opsis „лице“.
У средњем веку, белолика гуска и слична гриваста гуска нису биле разликоване и раније је постојала фантастична легенда да су потомци шкољке Pedunculata  goose barnacle. Ово је довело до енглеског имена за белолику гуску и научног имена за гривасту гуску. Мит о шкољкама може датирати најмање из 12. века. Џералд од Велса је тврдио да је видео ове птице како висе са дрвета, Вилијам Тарнер је прихватио теорију, а Џон Џералд је тврдио да је видео птице како излазе из љуштура шкољки. Легенда се одржала до краја 18. века. У округу Кери, до релативно недавно, католици који су се уздржавали од меса током поста и даље су могли да једу ову птицу јер се сматрала рибом и морским плодовима. Понекад се тврди да реч потиче од келтске речи за „ прилепак“, али историја значења изгледа да иде у супротном смеру.

## Опис
Белолика гуска је гуска средње величине, 55-70 цм дужине, са распоном крила од 120-145 цм и тежином од 1.21-2.23 кг. Има бело лице и црну главу, врат и горњи део груди. Стомак јој је беле боје. Крила и леђа су му сребрно-сиве боје са црно-белим пругама које изгледају као да светле када се светлост рефлектује на њима. Током лета, видљиви су бели надрепак у облику слова V и сребрно-сиви слојеви испод крила. Изгледају слично малим канадским гускама, али имају сиво и бело уместо смеђег тела и више беле боје на глави; од канадских гусака се додатно разликују по томе што су мање и имају мање кљунове. Млади су слични одраслима, али као и све гуске, могу се разликовати по заобљеном, а не квадратном, плашту и перју на боковима.

## Распрострањеност и величина популације
Постоје три оригиналне популације белоликих гусака, са одвојеним подручјима размножавања и зимовања. Од 1960. године, успоставиле су се две нове популације за размножавање, обе смештене дуж миграционих рута две од првобитних популација. Тих пет популација су:
- Гнезди се у источном Гренланду, зимује на Хебридима у западној Шкотској и у западној Ирској. Број јединки се повећао са око 7.000 јединки у 1960. години на 44.000 у 2011. години.[11]
- Недавно успостављена популација, изведена из гренландске популације, размножава се мање-више редовно на Исланду од 1964. године. Популација се брзо повећала у последњих неколико деценија, са више од 4.000 парова који се гнездиле 2024. године[12]. Зимују у истом подручју као и популација са Гренланда.[13]
- Гнезди се на Свалбарду у Норвешкој, а зимује скоро у потпуности у Солвеј Ферту на граници Енглеске и Шкотске, са малим бројем у другим деловима региона, посебно око залива Бадл у Нортамберленду. Ова популација се повећала са неколико стотина јединки 1940. године на око 34.000 у 2004. години,[14][15] и 40.000 до почетка 2020. године.[16]
- Гнезди се на Новој Земљи, острву Долги, полуострву Канин, Југорском полуострву и обали Баренцовог мора у руском Арктику, а зимује у области Ваденског мора у југозападној Данској, северозападној Немачкој и Холандији . Број јединки се повећао се са око 70.000 јединки 1980. године на 1,2 милиона јединки 2015. године.[17]
- Новија популација, изведена из руске популације заједно са побеглим птицама у заточеништву, успостављена је од 1971. године; гнезди се на острвима у Балтичком мору, као и на острвима и обалама јужног Северног мора ( Естонија, Финска, Шведска, Данска, Холандија, Немачка и Белгија). Зимује или близу подручја гнежђења или се сели у Ваденско море. Извесна размена са руском популацијом се наставља. Брзо расте; данска, холандска и шведска популација које садрже по неколико хиљада парова, а белгијске, естонске, финске и немачке популације садрже по неколико стотина парова.[18][19][20]

Врста је забележена као луталица у источној Канади и североисточном делу Сједињених Држава ; мора се водити рачуна да се ове дивље птице разликују од одбеглих јединки, јер су белолике гуске популарне птице водених подручја међу колекционарима.

## Екологија, понашање и животни циклус
Белолике гуске често граде своја гнезда високо на планинским литицама, далеко од предатора (првенствено арктичких лисица и поларних медведа), али и далеко од својих хранилишта као што су језера и реке. Као и све гуске, гуске не хране одрасле јединке. Уместо да се доноси храна тек излеглим гушчићима, гушчићи се доводе на земљу. Родитељи им показују како да скоче са литице, а гушчићи их прате тако што се отискују и скачу.

Неспособни да лете, гушчићи, у првим данима живота, скачу са литице и падају; њихова мала величина, пернато паперје и веома мала тежина помажу у заштити од озбиљних повреда када ударе у стене испод, али многи угину од удара. Арктичке лисице привлачи бука коју праве родитељске гуске током овог периода и хватају много мртвих или повређених гушчића. Лисице такође вребају младунце док их родитељи воде до мочварних подручја за исхрану. Због ових тешкоћа само 50% гушчића преживи први месец.
- Лежање на јајима у Шведској
- Па белоликих гуски са гушчићима у Шведској
- Млада јединка белолике гуске
- Јато на јесењој миграцији

## Заштита
Белолике гуске су уобичајене и широко распрострањене, а њихова популација и подручје размножавања су се повећале последњих деценија. Белолике гуске су једна од врста на које се примењује Споразум о очувању афричко-евроазијских птица селица водених птица.
Популација белоликих гусака Свалбарда је тешко погођена епидемијом високопатогеног птичјег грипа (HPAI) почетком 2020-их, са масовним морталитетом од 11.400 убијених током зиме 2021/22, или око 31% популације. Две наредне сезоне размножавања биле су, међутим, веома продуктивне, што је омогућило популацији да се опорави близу својих пређашњих нивоа до зиме 2023/24.

## Фолклор
Природна историја белоликих гусака дуго је била окружена легендом која тврди да су рођене као спонтана генерација и да су настале од дрвета:
Природа производи [Bernacae] против Природе на најнеобичнији начин. Оне су као мочварне гуске, али нешто мање. Производе се од јеловог дрвета бацаног дуж мора и у почетку су попут гуме. Након тога висе кљуновима као да су морске алге причвршћене за дрво, и окружене су шкољкама како би слободније расле. Пошто су се тако временом обукли у јак слој перја, они или падају у воду или слободно лете у ваздух. Храну и раст су добијали из сока дрвета или из мора, тајним и најдивнијим процесом исхране. Често сам својим очима видео више од хиљаду ових малих тела птица, како висе на обали мора са једног комада дрвета, затворене у своје љуштуре и већ формиране. Оне се не размножавају и не полажу јаја као друге птице, нити икада излежу јаја, нити изгледа да граде гнезда у било ком кутку земље. 
Легенда је широко понављана, на пример, у великој енциклопедији Винсента од Бовеа . Међутим, критиковали су га и други средњовековни аутори, укључујући и Алберта Великог.
Ово веровање може бити повезано са чињеницом да ове гуске никада нису виђене лети, када су се наводно развијале под водом (заправо су се гнездиле у удаљеним арктичким регионима) у облику шкољке лат. Pedunculata  goose barnacle — које су због ове легенде добиле енглески назив „barnacle“.

На основу ових легенди — заправо, легенде су можда и измишљене у ту сврху  — неки ирски свештеници су сматрали да је месо белолике гуске прихватљива брза храна, пракса коју је критиковао Гиралдус Камбренсис, велшки аутор:
... Владике и верници (viri religiosi) у неким деловима Ирске не устручавају се да обедују ове птице током поста, јер оне нису од меса нити су рођене од меса... Али тиме бивају уведени у грех. Јер ако би неко јео од ноге нашег прародитеља (Адама) иако није рођен од тела, та особа не би могла бити проглашена невином за јело меса. 
На Четвртом Латеранском сабору (1215), папа Иноћентије III је експлицитно забранио једење ових гусака током поста, тврдећи да упркос њиховом необичном размножавању, живе и хране се као патке и стога су исте природе као и друге птице.
Питање природе белоликих гусака такође се појавило као питање јеврејског закона о исхрани у Халахи, а рабин Там (1100–71) је утврдио да су кошер (чак и ако су рођене од дрвећа) и да их треба клати према уобичајеним прописима за птице.

У једној јеврејској легенди, тврди се да је кљун шкољке заувек причвршћен за дрво из којег је израсла, баш као што је Адне Садех причвршћен за земљу пупчаном врпцом. Митско дрво шкољки, за које се у средњем веку веровало да има шкољке које се отварају показујући гуске, може имати слично порекло као и друге већ поменуте легенде.
- Шкољке се претварају у белолике гуске у Космографији Себастијана Минстера из 1552. године
- Јесења миграција у Шведској
- Јато се храни у Хелсинкију, Финска